# トールワゴン

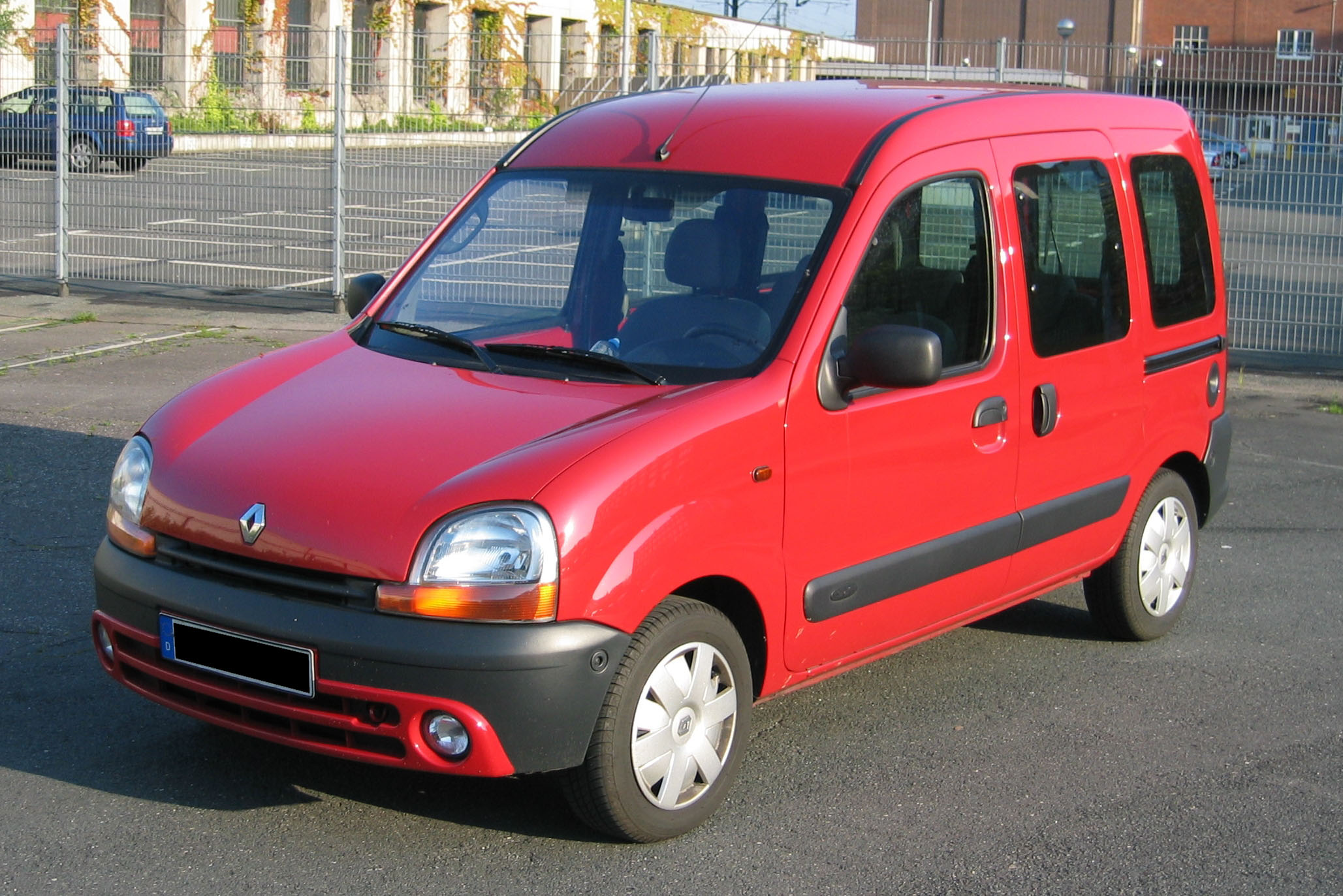
ルノー・カングー

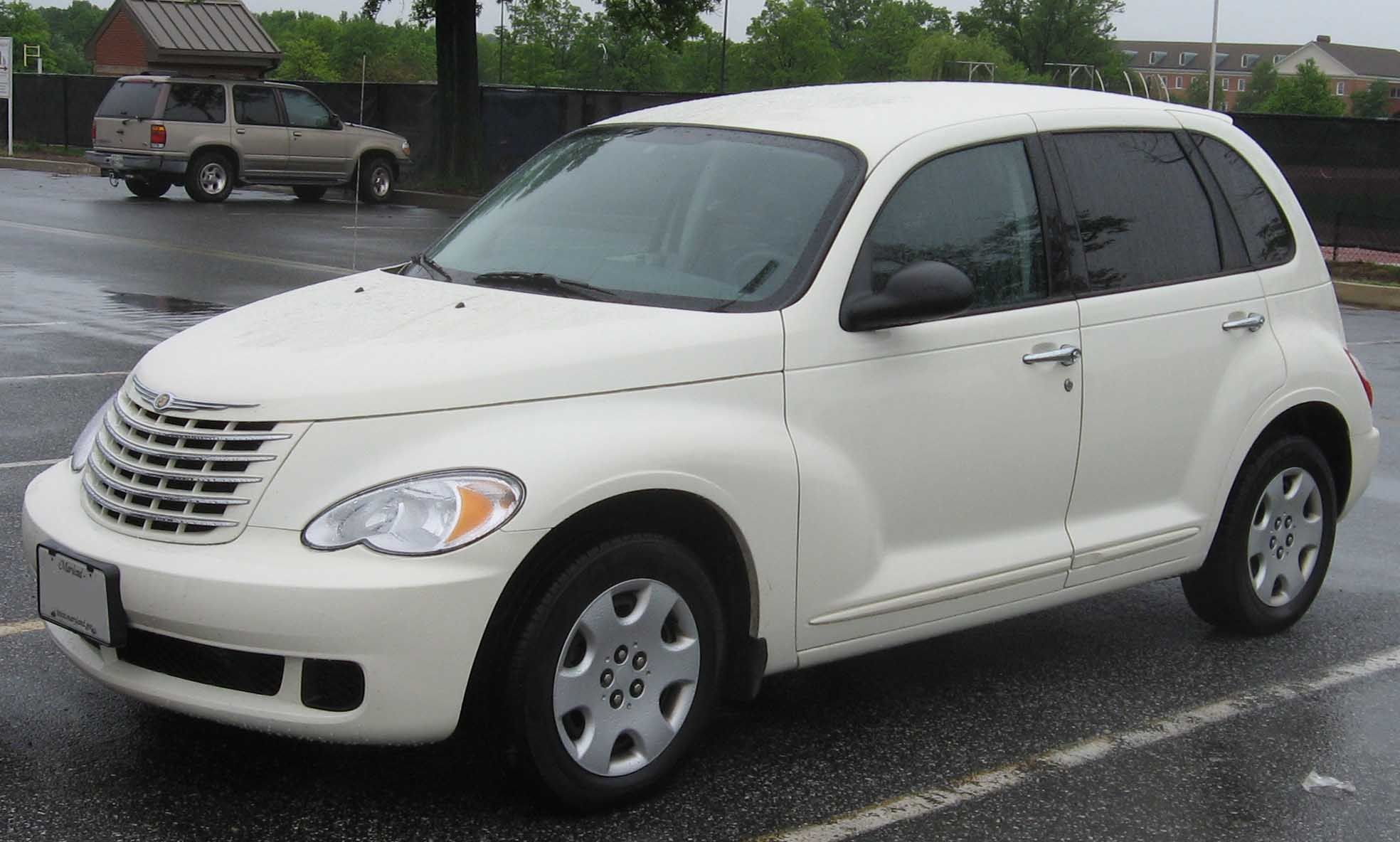
クライスラー・PTクルーザー

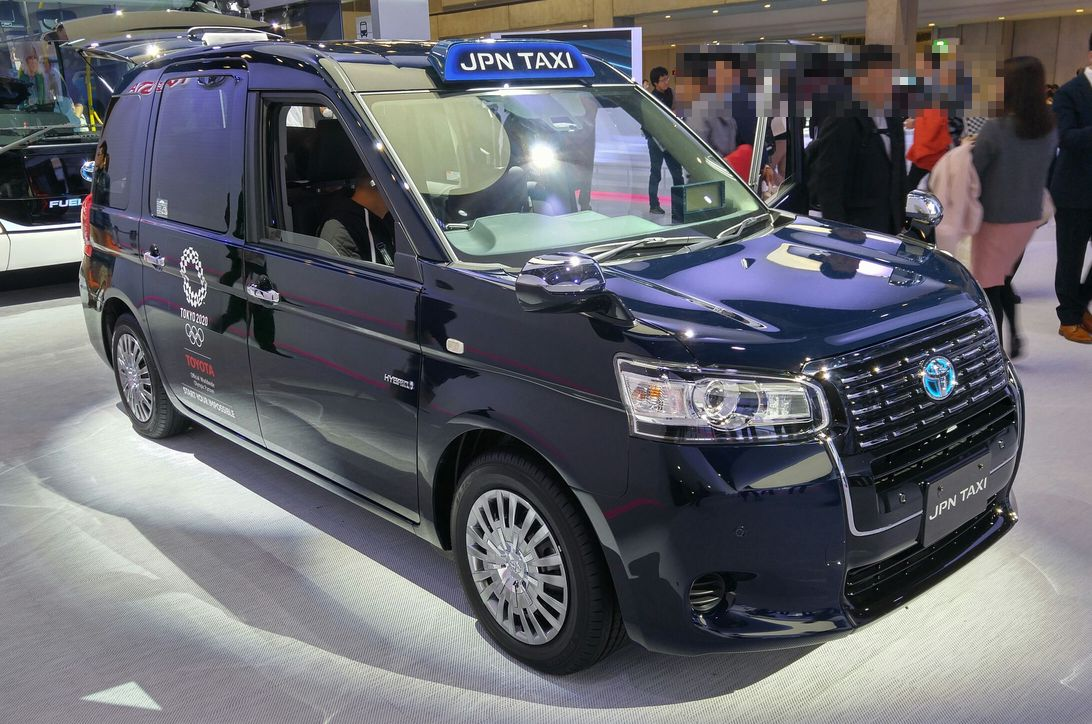
トヨタ・ジャパンタクシー

トールワゴン（Tall Wagon）とは、3列シートを持たない、おおむね4人或いは5人乗りの1.5ボックスタイプのミニバン（2列シートミニバン）を指す言語である。トールボーイ、ハイトワゴン、背高ワゴン、プチバン（小型のもの）とも言う。
注：この記事の情報は最新ではない場合があります。ご了承ください。

## 概要
車高が一般的な機械式駐車場に入らない1,550 mmを超え、3列シートを持たないハッチバック車がトールワゴンに分類される。ハッチバックと同程度の床面積ながら、より広い室内容積を確保できるメリットがある。
「ハイトワゴン」と呼ぶ専門誌も多く、「2列シートミニバン」（または4人-5人乗りミニバン）と呼ばれることもある。車格ではハッチバック同様、コンパクトカーに属するものがほとんどである。
なお、ヨーロッパではレジャー・アクティビティ・ビークル（LAV）に含まれる。

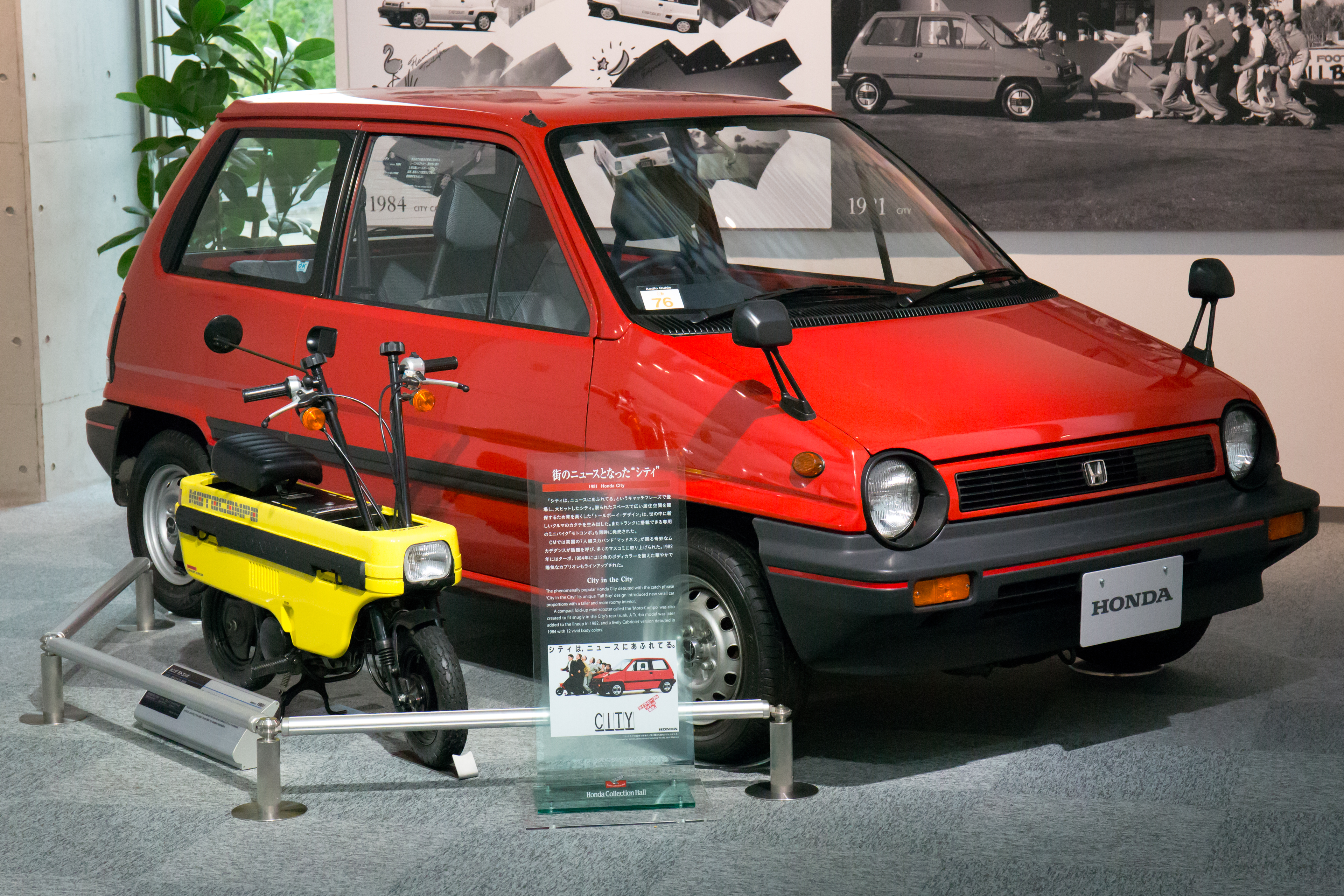
ホンダ・シティ
原付バイクのモトコンポとともに（ホンダコレクションホール展示）

日本においては1972年（昭和47年）に発表されたホンダ・ライフステップバンが、当時の軽自動車としては異例となる全高1,620 mmというスタイルで登場したが、ホンダ自体が軽乗用車製造から一時撤退したためにわずか2年で製造中止となった。その後、1981年（昭和56年）に3,380 mmの全長に対して全高1,470 mmという、当時としては常識外れな背高スタイル「トールボーイ」のホンダ・シティがデビュー。「高さ」の拡大は車内空間の拡大を追求した結果として得られた新しい視点であり、荷室容量の拡大にもつながった。1982年（昭和57年）に追加されたハイルーフ仕様の「マンハッタンルーフ」は全高がさらに高められ、1,570 mmにも達した。
1980年代以降、全高1,500 mmで「セミトールワゴン」ともいえるトヨタ・スプリンターカリブや、ミニバンの日産・プレーリーの2列シートモデルなどがあったが、純粋なトールワゴンでは1991年に登場した三菱・RVRがその先駆けといえる。

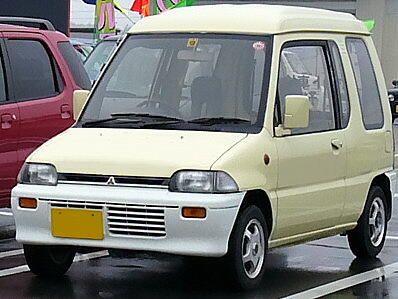
三菱・ミニカトッポ

軽自動車枠では1990年（平成2年）にデビューした三菱・ミニカトッポが元祖とされる。1993年（平成5年）には軽トールワゴンのスズキ・ワゴンRが優れたパッケージングで爆発的なヒット商品となり、追従したダイハツ・ムーヴとともに軽自動車市場をけん引する存在となった。その人気はコンパクトカークラスにも波及し、マツダ・デミオや日産・キューブ、トヨタ・ファンカーゴ、ホンダ・キャパ、ダイハツ・YRVなどが次々登場し、一定の市場を獲得した。
スライドドアを搭載するコンパクトなトールワゴンは「プチバン」とも呼ばれ、1997年（平成9年）のトヨタ・ラウムが先駆けとされる。車内の広さや乗り降りのしやすさ、取り回しのよさ、維持費の安さといった理由から、若年の子育てファミリー世帯を中心に人気を博している。

## トールワゴン車種一覧（現行車種）
- 2025年（令和7年）5月現在。

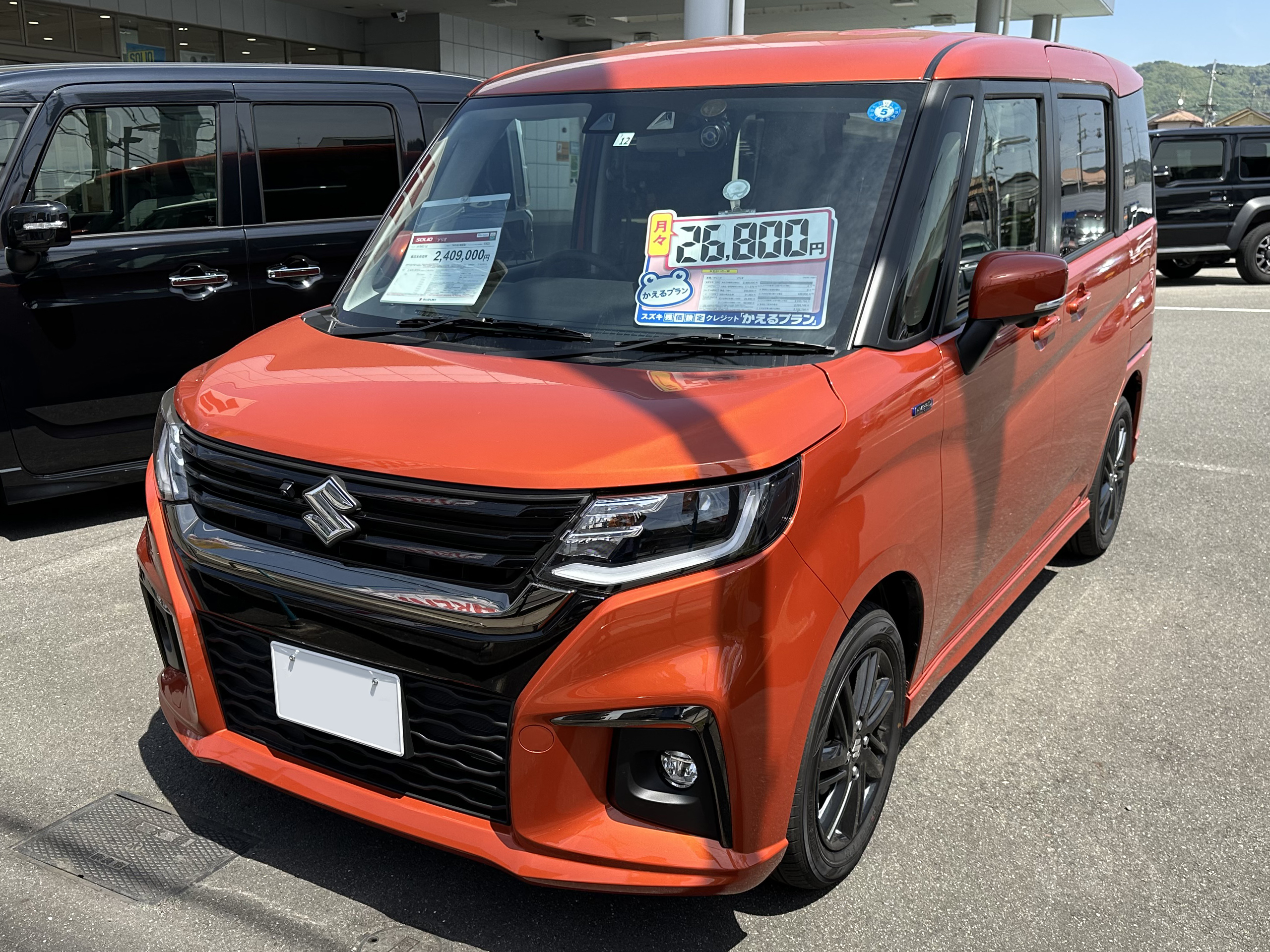
スズキ・ソリオ

- 現行車種以外については、Category:トールワゴンを参照。

### 日本車
軽自動車については軽トールワゴンを参照。
トヨタ自動車
- JPN TAXI（法人需要メインであるが、個人での購入も可能）
- シエンタ（5人乗り仕様車、および車いす仕様車のみ）
- ルーミー（トールのOEM）

本田技研工業
- フリード（5人仕様車のみ）

SUBARU
- ジャスティ（トールのOEM）

スズキ
- ソリオ

ダイハツ工業
- トール

三菱自動車工業
- デリカD:2（ソリオのOEM）
- コルトプラス（現在は台湾専売）

### 日本車以外
メルセデス・ベンツ・グループ
- Bクラス

ルノー
- カングー

キア
- レイ
- ソウル

BMW
- 2シリーズ アクティブツアラー

| 車種                                                                 | 全長 | 全幅 | 全高                  | 室内長 | 室内幅 | 室内高 | 備考・出典                 |
| -------------------------------------------------------------------- | ---- | ---- | --------------------- | ------ | ------ | ------ | -------------------------- |
| ダイハツ・トール トヨタ・ルーミー                                    | 3700 | 1670 | 1735                  | 2180   | 1480   | 1355   | [ 8 ] [ 9 ] [ 10 ]         |
| ダイハツ・トールカスタム トヨタ・ルーミーカスタム スバル・ジャスティ | 3705 | 1670 | 1735                  | 2180   | 1480   | 1355   | [ 8 ] [ 9 ] [ 11 ]         |
| スズキ・ソリオ スズキ・ソリオバンディット 三菱・デリカD:2            | 3790 | 1645 | 1745                  | 2500   | 1420   | 1365   | [ 12 ] [ 13 ] [ 14 ]       |
| トヨタ・シエンタ                                                     | 4260 | 1695 | 1695（4WD車は1715mm） | 2030   | 1530   | 1300   | 5人乗りモデル全車          |
| ホンダ・フリード+                                                    | 4295 | 1695 | 1710                  | 2310   | 1455   | 1285   | ガソリンFF仕様             |
| ルノー・カングー                                                     | 4280 | 1830 | 1810                  |        |        |        | 日本仕様                   |
| トヨタ・ヤリス                                                       | 3940 | 1695 | 1500                  | 1845   | 1430   | 1190   | （参考掲載）日本国内FF仕様 |